# Паузев
Паузев (пол. Pauzew) — село в Польщі, у гміні Вартковиці Поддембицького повіту Лодзинського воєводства.
У 1975-1998 роках село належало до Серадзького воєводства.